# 雪寺
雪寺，位于西藏自治区拉萨市达孜区雪乡冲麦岗，是一座藏传佛教寺院。

## 简介
雪寺位于西藏自治区拉萨市达孜县雪乡冲麦岗。为藏传佛教寺院。
2012年，该寺的僧人罗布次仁被评为西藏自治区爱国守法先进僧尼。

## 延伸阅读
- 惦念那一份干净与纯洁--西藏拉萨附近达孜县雪寺，汤米的窝 新浪博客，2012-07-08 （页面存档备份，存于）